# Fernand Doré (acteur)
Pour les articles homonymes, voir Doré et Fernand Doré.
Fernand Doré (né le 7 mai 1923 à Montréal, Québec - décédé le 19 août 2008 à Richmond, Québec) était un acteur, auteur dramatique et metteur en scène québécois. Il fut également un des bâtisseurs de la télévision de Radio-Canada.

## Biographie
Fernand Doré a commencé sa carrière au théâtre. En 1946, il fonde la Compagnie du Masque avec son épouse, Charlotte Boisjoli. Il a aussi dirigé le Théâtre de l'Égrégore à Montréal.
En 1954, Fernand Doré met sur pied la section Jeunesse de Radio-Canada. Il a donc été associé à de nombreuses émissions pour enfants qui ont marqué la télévision québécoise dont Picolo, La Boîte à Surprise, Fafouin et Pépinot et Capucine. Il fut aussi réalisateur.
En 1962, à Paris, il épouse Margaret Seguin.
Il a également dirigé la station de radio montréalaise CKAC à compter de 1964.
Dans les années 70, Fernand Doré et Margaret Seguin fondent la compagnie de traduction Alphascript.
Il est le père de Jean-François Doré, animateur à Radio-Canada et d'Isabelle Doré (1951-), auteur.  Une deuxième fille, Marie-Ève Doré (1950-2020), poète, née entre l'ainé et la cadette, complète la famille.

## Source
- Radio-Canada
- Généalogie du Québec et d'Amérique française
- Doré, Isabelle, Ramène-moi à la maison, mai 2022, Éditeur : Pleine lune - Collection: Plume , 320 pages,  (ISBN 9782890245877) (289024587X)